# Dorcadion kykladicum
Dorcadion kykladicum là một loài bọ cánh cứng trong họ Cerambycidae.